# Страстна неделя
„Страстна неделя“ е български игрален филм (черна комедия) от 1986 година на режисьора Иван Кавалджиев, по сценарий на Славчо Трънски. Оператор е Георги Георгиев. Музиката във филма е композирана от Веселин Николов.

## Сюжет
На поп Вечерко е възложена опасна задача – да откара с каруца циклостилна печатна машина в планината, откъдето ще я вземат партизаните, за които е предназначена. Пътищата са завардени от жандармерийски постове и полиция. Тогава той решава, за по-сигурно, да вземе със себе си кмета. Страхувайки се за живота си, кметът през цялото време прави опити да се измъкне. Но ситуациите, в които попадат двамата, го карат да остане докрай с поп Вечерко.
Филмът е своеобразно продължение на филма „Нощните бдения на поп Вечерко“ от 1980 с режисьор Димитър Петров.

## Актьорски състав
- Константин Коцев – Поп Вечерко
- Георги Русев – Кметът
- Иван Янчев – Дърводелецът бай Киро
- Катя Чукова – Жената на кмета
- Иван Джамбазов – Околийският
- Анна Пенчева – Попадията
- Александър Далов – Отец манол
- Иван Обретенов – Полицай
- Иван Йорданов – Полицай
- Валентин Русецки – Черноборсаджия
- Димитър Добрев
- Георги Миндов
- Димитър Славов
- Иван Запрянов
- Димитър Карамалаков
- Георги Солунски
- Любомир Димов
- Димитър Милев
- Нешо Караджийски
- Станимир Стоилов
- Петър Гетов
- Анриета Далова
- Йордан Нейчев
- Тимофей Гизенко
- Итьо Итев
- Найчо Петров
- Христо Памуков
- Гриша Чернев
- Петър Райжеков